# Driek van Wissen
Henricus Cornelis (Driek) van Wissen (Groningen, 12 juli 1943 - Istanboel, 21 mei 2010) was een Nederlandse dichter.

## Biografie
Van Wissen was een zoon van architect en kunstschilder Herman van Wissen en een kleinzoon van architect Adrianus van Wissen. Hij studeerde Nederlandse taal- en letterkunde aan de Rijksuniversiteit Groningen en was in die tijd lid van de Groninger studentenvereniging RKSV Albertus Magnus. In de jaren zeventig publiceerde hij gedichten onder het pseudoniem Albert Zondervan in het literair-satirische studentenblad De Nieuwe Clercke, waarvan hij tevens redacteur was. Samen met Jean Pierre Rawie publiceerde hij in 1976 De match Luteijn-Donner. Een schaakcursus in twee maal twaalf sonnetten. Zijn zelfstandige debuut volgde in 1978 met Het mooiste meisje van de klas. Van Wissen schreef doorgaans in sonnet- en snelsonnetvorm. Daarnaast bediende hij zich ook wel van dichtvormen als rondeel, limerick en ollekebolleke. In 1980 publiceerde hij de bundel Meisjesgenade die door zijn stadgenoot Petrus Hoosemans ernstig werd geparodieerd in de bundel Voor schut. De match Hoosemans - Van Wissen: 49-0 (eveneens 1980).
Van Wissen had een rubriek over onjuist taalgebruik in het Nieuwsblad van het Noorden. Ook was hij vijf jaar lang  te horen en te zien in het radio- en televisieprogramma Binnenlandse Zaken (1997-2004) van de TROS met zijn rubriek 'Kritiek van Driek'. In 2001 schreef hij dagelijks een gedicht voor de website www.gedicht.nl en in de periode vanaf 18 september 2000 droeg hij bijna 900 snelsonnetten over actuele onderwerpen bij aan de vrijwel volledig aan poëzie gewijde site www.nederlands.nl. Medio 2006 was hij daar allengs uitgegroeid tot de met afstand productiefste auteur.
In het dagelijks leven was Van Wissen van 1968 tot 2005 als docent Nederlands verbonden aan het Dr. Aletta Jacobs College te Hoogezand. Hij beëindigde zijn loopbaan in het onderwijs toen hij in 2005 Dichter des Vaderlands werd.
Voor zijn gehele oeuvre op het gebied van het light verse kreeg de dichter in 1987 de Kees Stipprijs van het tijdschrift De Tweede Ronde. Van Wissen publiceerde ook onder het pseudoniem Albert Zondervan, dat hij deelde met Jean Pierre Rawie.
Van Wissen overleed in 2010 op 66-jarige leeftijd tijdens een vakantie in Turkije aan de gevolgen van een hersenbloeding. Hij werd begraven op het R.K. Kerkhof in Groningen.

## Dichter des Vaderlands
Op 26 januari 2005 werd Van Wissen tijdens De avond van het gedicht gekozen tot Dichter des Vaderlands, als opvolger van Gerrit Komrij en de Dichter des Vaderlands ad interim Simon Vinkenoog. Zijn uitverkiezing werd voorafgegaan door een intensieve campagne, geleid door Jean Pierre Rawie. Tijdens de campagne deelde Van Wissen balpennen uit met een gedicht erop.
Van Wissen nam zich voor gedichten te schrijven over potentiële gebeurtenissen als de troonsbestijging door kroonprins Willem-Alexander, "de val van het eerste kabinet-Wilders" en de opheffing van de Elfstedencommissie.
In januari 2008 publiceerde Van Wissen een gedicht over de populaire televisieserie Boer zoekt Vrouw. Een jaar later werd hij als Dichter des Vaderlands opgevolgd door Ramsey Nasr.